# Words of love
Words of love is een liedje van de Amerikaanse zanger Buddy Holly. Hij nam het zelf in 1957 op, maar had er geen succes mee. Een versie van The Diamonds, die ongeveer tegelijkertijd uitkwam, haalde de hitparade wel. Naderhand is het nummer ook door anderen uitgevoerd, onder wie The Beatles op hun album Beatles for sale.

## Versie van Buddy Holly
Buddy Holly nam Words of love op 8 april 1957 op, zonder zijn begeleidingsgroep The Crickets. Zijn stem werd twee keer opgenomen en overgedubd. Het nummer haalde de hitparades niet. Toch behoort het tot zijn bekendste nummers. Het staat op veel verzamelalbums.
Een van die verzamelalbums, met de titel Words of love, haalde in 1993 de eerste plaats in de Britse UK Albums Chart.

## Versie van The Diamonds
The Diamonds namen één maand eerder dan Buddy Holly een doowopversie van Words of love op als opvolger van hun grootste hit Little darlin'. In de week dat de versie van Buddy Holly uitkwam, kwam die van The Diamonds de Billboard Hot 100 binnen. De plaat kwam tot de 13e plaats.

## Versie van The Beatles
Words of love behoorde tot het repertoire van The Beatles in de jaren 1958-1962. Ze speelden het nummer regelmatig in The Cavern Club. John Lennon en George Harrison namen samen de zang voor hun rekening.
Op 18 oktober 1964 nam de groep het nummer op voor het album Beatles for sale. Deze keer waren John Lennon en Paul McCartney de zangers. Ringo Starr speelde behalve drums ook op een houten kist om een soortgelijk effect te bereiken als de slagwerkpartij in Everyday, een ander nummer van Buddy Holly. De bezetting was:
- John Lennon, zang en slaggitaar
- Paul McCartney, zang, basgitaar
- George Harrison, achtergrondzang, sologitaar (dubbel opgenomen)
- Ringo Starr, drums, houten kist

Het nummer staat ook op het Amerikaanse album Beatles VI, dat een half jaar na Beatles for sale uitkwam. Een live-uitvoering uit 1963 staat op On Air – Live at the BBC Volume 2.
The Beatles hebben ook de achterkant van Buddy Holly’s Words of love, Mailman, bring me no more blues, opgenomen, en wel tijdens de mislukte Get Back-sessies in januari 1969. Het nummer werd pas uitgebracht op het verzamelalbum Anthology 3 uit 1996.

## Andere versies
- Mike Berry nam in 1999 een album met nummers van Buddy Holly op, waaronder Words of love:  Buddy - A life in music.[4]
- De Pete Best Band zette het nummer op het album Casbah Coffee Club 40th anniversary uit 1999.[5]
- Jimmy Gilmer nam in 1964 een album Buddy’s buddy op met een aantal nummers van Buddy Holly, waaronder Words of love.[6]
- Jeff Lynne zong het nummer voor het tribuutalbum Listen to me: Buddy Holly uit 2011, toen Holly 75 zou zijn geworden.[7]
- Paul McCartney nam in 1985 een versie op met  een akoestische gitaar als begeleidingsinstrument. Het nummer is te horen in de documentaire The real Buddy Holly story uit 1987, waarbij McCartney als producer optrad.
- Patti Smith nam een cover van het nummer op voor de cd Rave on Buddy Holly, een eerbetoonalbum ter gelegenheid van de vijfenzeventigste verjaardag van Holly. De plaat werd uitgebracht op 28 juni 2011.[8]

Words of love van The Mamas and the Papas uit 1966 is een ander nummer.